# Amsterdam Density Functional
Amsterdam Density Functional (ADF) は、密度汎関数理論 (DFT) を利用した第一原理電子構造計算のためのプログラムである。ADFは最初、1970年代初頭にアムステルダム自由大学のE・J・バエレンズのグループとカルガリー大学のTom Zieglerのグループによって開発された。現在は、多くのその他の学術グループがソフトウェア開発に貢献している。バエレンズグループから派生したScientific Computing & Modelling (SCM) 社が1995年以降、ADFの開発と配布をまとめている。過去数十年のDFTの人気の高まりと共に、ADFは産業界と学術研究で使われる人気のある計算化学ソフトウェアパッケージとなってきている。ADFは分光法、遷移金属、重元素の問題に優れている。周期的構造を扱うADFの片割れBANDがバルク結晶、ポリマー、界面の研究に利用可能である。ADF計算化学パッケージは2010年以降DFTを越えて広がり、スチュワートの半経験的MOPACコードへのGUI、タイトバインディングに基づく密度汎関数 (DFTB) モジュール、反応性力場モジュールReaxFF、klamtのCOSMO-RS法を備えている。

## 特長[4]
- 他のコードがガウス軌道 (GTO) および平面波を用いるのと対照的に、分子計算と周期的計算の両方に基底関数としてスレーター軌道 (STO) を使用する。
- 原子番号118までの全ての元素に対する基底関数系と相対論的手法（ディラック方程式に対するゼロ次正則近似 (ZORA) およびスピン軌道相互作用）。
- 様々な分子特性: IR、ラマン、VCD、UV、XASスペクトル; NMRおよびEPR (ESR) パラメータ。
- COSMO、QM/MM、DRFによる溶媒および環境効果。
- 多くの化学分析ツール（結合エネルギー分解、移動積分、状態密度等）
- COSMO-RSによる溶媒および溶液の熱力学的性質（溶解度、logP、VLE、LLE）
- 半経験的モジュールMOPACおよびDFTB
- 反応性分子動力学のための並列化ReaxFFとGUI
- 計算のセットアップと結果の可視化のための全てのモジュールに対する統合されたグラフィカルユーザインタフェース (GUI)。
- IntelMPI、Platform MPI、native MPIによる追加設定なしの並列計算。